# Indischer Segelflossendoktor
Der Indische Segelflossendoktor (Zebrasoma desjardinii), auch Westlicher Fledermaus-Segeldoktorfisch genannt, ist eine Art aus der Familie der Doktorfische (Acanthuridae).
Der Indische Segelflossendoktor lebt im Roten Meer sowie im tropischen Indischen Ozean und besiedelt dort bevorzugt korallenreiche Lagunen. Er ist in Gewässertiefen von bis zu 30 Metern zu beobachten.

## Merkmale

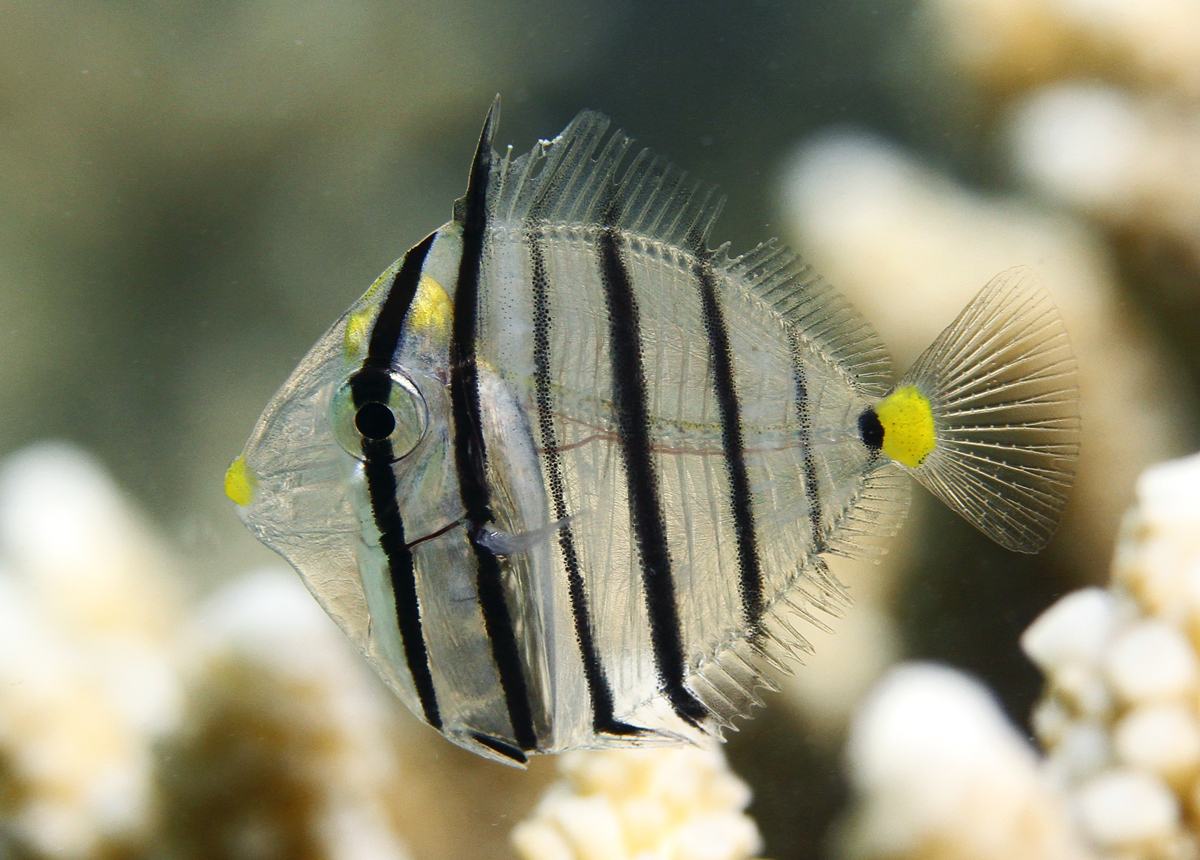
Jungfisch im Postlarvenstadium

Wie alle Vertreter der Doktorfische hat auch der Indische Segeldoktorfisch einen seitlich abgeflachten Körper, der eine Länge von bis zu 40 Zentimeter erreichen kann. Die großen Rücken- und Afterflossen stellt er während des Imponiergehabes aufrecht. Er hat ein endständiges Maul, das etwas zugespitzt ist. Auf den dunkelgraubraun gefärbten Flanken verlaufen vertikale, gelbliche Streifen. Die Unterseite sowie der Kopf sind gepunktet. Während des Paarungsverhaltens können Farbveränderungen auftreten, bei denen der Kontrast zwischen der hellen und der dunklen Kopfstreifung zunimmt.
Der Indische Segelflossendoktor frisst bevorzugt Algen, die er mit seinem endständigen Maul vom Substrat abzupft.

## Aquarienhaltung
Der Indische Segelflossendoktor ist ein anspruchsvoller Pflegling im Meerwasseraquarium. Er benötigt insbesondere sehr viel Schwimmraum, um sich wohl zu fühlen. Mit seinem ausgesprochenen Schwimmtrieb bringt er jedoch viel Unruhe in die Fischgesellschaft eines Aquariums ein. Alle im Handel angebotenen Tiere sind Wildfänge.